# Birdemic: Shock and Terror
Pour plus de détails, voir Fiche technique et Distribution.
Birdemic: Shock and Terror est un film américain réalisé par James Nguyen et sorti en 2010. 
Le film est considéré comme un des pires films de tous les temps de par ses effets spéciaux et son scénario. C'est la réponse de Nguyen au film Les Oiseaux, le réalisateur étant un grand admirateur d'Alfred Hitchcock.   
Le film a eu une suite en 2013, intitulée Birdemic 2: The Resurrection, puis un troisième volet en 2022, Birdemic 3: Sea Eagle, tous deux écrits et réalisés par James Nguyen.   

## Synopsis
Birdemic est un film divisé en deux grandes parties. Dans la première partie, le film narre l'histoire d'amour grandissante entre Rod et Nathalie. Dans sa seconde partie, le film débute sa partie horreur avec l'attaque des oiseaux mutants sur la ville.
Rod, un homme travaillant dans la vente tombe éperdument amoureux de Nathalie, une mannequin qui se trouvait dans sa classe quelques années auparavant. Ce dernier va tout faire pour la séduire par le biais de sorties au restaurant ou dans des boîtes de nuit. Au terme de plusieurs rendez-vous, Rod et Nathalie finissent par sortir ensemble, ils passeront ainsi une nuit torride chez Nathalie.
Au réveil de Rod et de Nathalie, la ville est envahie par des aigles tueurs. Ces derniers s'attaquent aux humains et les tuent sauvagement, se faisant occasionnellement exploser sur des installations humaines pour causer d'importants dégâts sur la ville. Le couple récemment formé décide donc de prendre la fuite. C'est ainsi qu'ils feront la rencontre de Ramsay, un ancien militaire, ainsi que de sa petite amie Becky. Les quatre personnes s'unissent donc et décident de prendre des cintres pour se défendre. Ils réussissent à fuir la ville et commencent un périple routier. Ils croiseront rapidement la route de Susan et de Tony, deux enfants ayant perdu leurs parents à la suite des attaques des oiseaux. 
Durant leur voyage, le groupe fera la rencontre du docteur Jones, un ornithologue. Ce dernier apprend au groupe que l'attaque des oiseaux sur les humains est le résultat de la grippe aviaire, une maladie propre aux oiseaux qui les poussent à attaquer l'Homme. En effet, le docteur met en cause le réchauffement climatique comme étant la principale cause, ce  dernier empêchant les oiseaux de se nourrir correctement à cause de la fonte des glaces.
À la suite de ces révélations, Becky perdra la vie subitement après s'être fait attaquer par un oiseau. Cette perte dans le groupe affectera profondément Ramsay, qui succombera peu de temps après. 
Le groupe fera par la suite la rencontre de Tom Hill, un défenseur de la nature dendrophile profondément attristé par les conséquences du réchauffement climatique. Ce dernier apprendra au groupe que les oiseaux ne s'attaquent qu'aux installations humaines responsables du changement climatique. 
Dans la scène finale du film, Rod et Nathalie se confrontent une dernière fois avec les oiseaux mutants, avant que ceux-ci ne prennent la fuite pour une raison inconnue.

## Distribution
- Alan Bagh : Rod
- Whitney Moore : Nathalie
- Adam Sessa : Ramsey
- Catherine Batcha : Becky
- Janae Caster : Susan
- Colton Osborne : Tony
- Rick Camp : Dr Jones

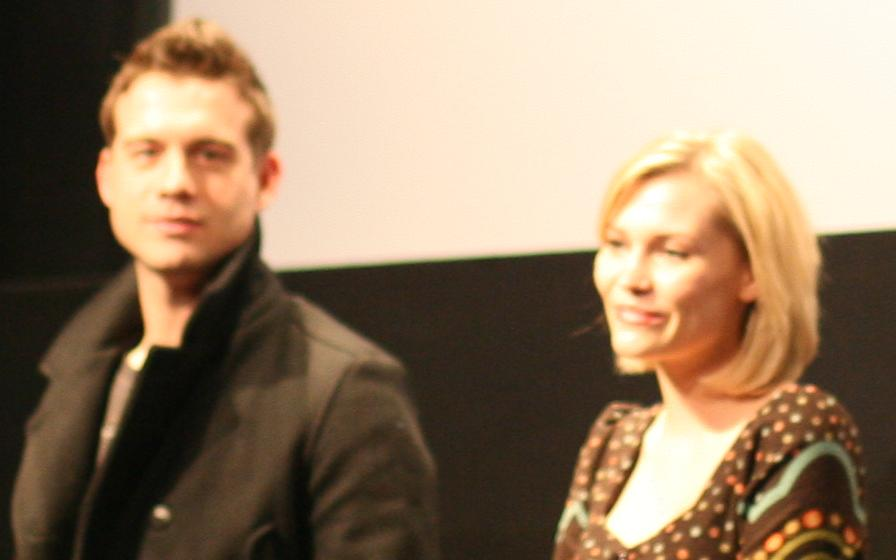
Alan Bagh, à gauche, et Whitney Moore à une projection du film

- Stephen Gustavson : Tom Hill (le défenseur de la nature)
- Mona Lisa Moon : Mai
- Danny Webber : Rick
- Jake Pennington : Clark
- Patsy van Ettinger : la mère de Nathalie
- Mona Lisa Moon : Mai
- Laura Cassidy : la présentatrice de journal télévisé
- Damien Carter : le chanteur de boîte de nuit
- James Nguyen : un client dans un restaurant (caméo)

## Fiche technique
- Réalisation     : James Nguyen
- Scénario        : James Nguyen
- Production      : Tim Ubels
- Nombre de plans : 1764
- Budget : 10 000 $
- Société de production : Moviehead Pictures

## Autour du film
- Ce film fut jugé comme l'un des pires films de tous les temps, les critiques ayant pointé le jeu d'acteurs monolithique, les cadrages instables et baveux, la bande son chaotique (ambiances sonores incohérentes, bruits de fond parasites, son coupé durant les plans de coupe), les musiques pauvres, le manque de rythme (les premiers oiseaux n'apparaissent qu'après 45 minutes), les effets spéciaux amateurs constitués notamment d'incrustations maladroites d'oiseaux mal modélisés et volant sur place et les nombreuses incohérences (dont une scène où les personnages se défendent d'une attaque avec des cintres).
- Ce film est devenu culte parmi les amateurs de nanars.
- Une suite intitulée Birdemic 2: The Resurrection (en) et également réalisée par James Nguyen est sortie en 2013.